# Сабха (муниципалитет)
Сабха (араб. سبها‎) — административный район в Ливии. Административный центр — город Сабха. Площадь — 17 066 км². Население 134 162 человек (2006 г.).

## Географическое положение
Внутри страны Сабха граничит со следующими муниципалитетами:
- На севере: Вади-эш-Шати.
- На юге: Марзук.
- На востоке: Эль-Джуфра.
- На западе: Вади-эль-Хаят.